# Aythami Álvarez González
Aythami Álvarez González (Las Palmas de Gran Canaria, España; 27 de agosto de 1988) es un exfutbolista español que jugaba como defensa. 

## Trayectoria
Aythami llegó a los filiales de La U. D. Las Palmas en categoría infantil procedente del San Lázaro y desde entonces pasó por todas las categorías hasta llegar al primer equipo. Desde la temporada 2008-09 actuó en Las Palmas Atlético en segunda B. La siguiente temporada, ya en tercera, fue un futbolista muy importante para filial, habiendo jugado cuarenta partidos, todos como titular.
En la temporada 2010-11 se incorporó al primer equipo, produciéndose su debut en Segunda División como titular en la primera jornada contra el Nastic, partido en el que anotó un gol, finalizando con un 3-2 favorable a su equipo.
El 24 de octubre de 2011, se lesionó de gravedad la rodilla izquierda de manera fortuita y se perdió toda la temporada. Las dos siguientes temporadas siguió en la plantilla sin apenas participación en las alineaciones. En la temporada 2014-15, después de finalizar su contrato con la U. D. Las Palmas, se incorporó a la disciplina del S. D. Huesca en Segunda B. Al final de la temporada consiguió el ascenso a Segunda División.
En enero de 2016 rescindió su contrato con el Huesca para inmediatamente incorporarse al Barakaldo C. F. de la Segunda División B de España. Tras dos temporadas en el club lo dejó en 2017 incorporándose a la U. D. Tamaraceite, club de la Preferente de Las Palmas, con los que consiguió el ascenso a Tercera a la temporada siguiente.
Tras ocho temporadas en Tamaraceite en 2024 fichó por el Villa de Santa Brígida en 2024, para jugar una última temporada en Tercera Federación, retirándose de fútbol profesional en junio de 2025.

## Clubes y estadísticas
Actualizado al último partido jugado el 14 de mayo de 2017.
| Club                         | País   | Año     | División              | Part. | Goles |
| ---------------------------- | ------ | ------- | --------------------- | ----- | ----- |
| Las Palmas Atlético          | España | 2008-09 | Segunda División B    | 15    | 1     |
| Las Palmas Atlético          | España | 2009-10 | Tercera División      | 40    | 1     |
| U. D. Las Palmas             | España | 2010-11 | Segunda División      | 33    | 1     |
| U. D. Las Palmas             | España | 2011-12 | Segunda División      | 0     | 0     |
| U. D. Las Palmas             | España | 2011-12 | Copa del Rey          | 1     | 0     |
| U. D. Las Palmas             | España | 2012-13 | Segunda División      | 1     | 0     |
| U. D. Las Palmas             | España | 2012-13 | Copa del Rey          | 2     | 0     |
| U. D. Las Palmas             | España | 2013-14 | Segunda División      | 4     | 0     |
| U. D. Las Palmas             | España | 2013-14 | Copa del Rey          | 4     | 0     |
| S. D. Huesca                 | España | 2014-15 | Segunda División B    | 35    | 0     |
| S. D. Huesca                 | España | 2014-15 | Copa del Rey          | 2     | 0     |
| S. D. Huesca                 | España | 2015-16 | Segunda División      | 11    | 0     |
| S. D. Huesca                 | España | 2015-16 | Copa del Rey          | 3     | 0     |
| Barakaldo C.F.               | España | 2015-16 | Segunda División B    | 10    | 1     |
| Barakaldo C.F.               | España | 2016-17 | Segunda División B    | 25    | 5     |
| U. D. Tamaraceite            | España | 2017-18 | Preferente Las Palmas |       |       |
| U. D. Tamaraceite            | España | 2018-19 | Tercera División      | 24    | 4     |
| U. D. Tamaraceite            | España | 2019-20 | Tercera División      |       |       |
| U. D. Tamaraceite            | España | 2020-21 | Segunda División B    | 22    | 0     |
| U. D. Tamaraceite            | España | 2021-22 | Segunda RFEF          | 27    | 0     |
| U. D. Tamaraceite            | España | 2022-23 | Tercera Federación    |       |       |
| U. D. Tamaraceite            | España | 2023-24 | Tercera Federación    |       |       |
| U. D. Villa de Santa Brígida | España | 2024-25 | Tercera Federación    |       |       |

## Palmarés

### Trofeos internacionales
| Título                   | Club (*)                        | Lugar      | Año  |
| ------------------------ | ------------------------------- | ---------- | ---- |
| XXXII Copa del Atlántico | Selección de fútbol de Canarias | Maspalomas | 2006 |